# Phytobia guatemalensis
Phytobia guatemalensis är en tvåvingeart som beskrevs av Mitsuhiro Sasakawa 2005. Phytobia guatemalensis ingår i släktet Phytobia och familjen minerarflugor.
Artens utbredningsområde är Guatemala. Inga underarter finns listade i Catalogue of Life.